# Stara Góra (województwo dolnośląskie)
Stara Góra (niem. Alt Guhrau) – wieś w Polsce, położona w województwie dolnośląskim, w powiecie górowskim, w gminie Góra.

## Podział administracyjny
W latach 1975–1998 miejscowość należała administracyjnie do województwa leszczyńskiego.

## Oświata, bezpieczeństwo i gospodarka
W Starej Górze działają m.in. Publiczne Przedszkole, Ochotnicza Straż Pożarna i Kopalnia Gazu Ziemnego.

## Nazwa
12 listopada 1946 nadano miejscowości polską nazwę Stara Góra.

## Historia
Najstarsze znane wzmianki o miejscowości pochodzą z roku 1155 z bulli Hadriana IV.

## Zabytki
Do wojewódzkiego rejestru zabytków wpisane są:
- układ przestrzenny części wsi, z XIII–XX w.
- kościół filialny św. Jakuba Apostoła, z 1450 roku, przebudowany w 1613 r.
- plebania (nr 192), z połowy XVIII wieku, przebudowana na początku XX w.